# Història de l'escoltisme català
L'any 1912, quatre anys després que el general britànic Robert Baden-Powell creés l'escoltisme a Anglaterra, la premsa de Barcelona ja parlava de l'escoltisme i s'iniciava la presència d'escoltes al país. Una presència que no s'ha aturat mai en aquest segle d'existència malgrat els esdeveniments del convuls segle (Monarquia d'Alfonso XIII, Segona República, Estatut d'Autonomia de Catalunya, fets del sis d'octubre de 1934, Cop d'estat del 18 de juliol de 1936, Guerra Civil, dictadura franquista, Transició democràtica espanyola i recuperació de les llibertats nacionals i democràtiques...). Amb la perspectiva aquests cent anys es pot dir que a Catalunya el moviment escolta és un moviment viu i plural Quan diem plural ens referim per una part a les diverses maneres d'aplicació del mètode escolta (no tothom ha vist de la mateixa forma l'adaptació del mètode a la realitat social del país) i per altra el que es refereix a les diferents formes de contemplar l'opció bàsica de país (més espanyolista i centralista o més nacionalista - catalanista i federal en d'altres), i finalment altres qüestions referides a la confessionalitat o laïcitat.
Es pot dir que sota l'eix vertebrador de la proposta de Baden-Powell de la que tothom es reclamava, la història de l'escoltisme a Catalunya és la història de les associacions que el van protagonitzar, un nombre d'associacions notable i de vegades difícil d'esclarir (vegeu annex) que maldaven i competien per aconseguir l'anhelat reconeixement internacional del Moviment Escolta i Guia Internacional. Reconeixement internacional que finalment es va aconseguir l'any 2004, amb la Federació Catalana d'Escoltisme i Guiatge.

## Inicis[2]
Cal situar el naixement oficial de l'escoltisme a Catalunya en l'any 1912, durant el qual van sorgir dues iniciatives amb una història diferent. Es tracta dels Exploradores Barceloneses i dels Jovestels de Catalunya. Un any abans, però, el 1911,Ramon Soler i Lluch, obrer de La Seda, havia format el primer grup de minyons, poc temps abans que el capità Rosselló hagués decidit promoure l'escoltisme a Barcelona.
L'any 1912 el capità de cavalleria Pere Rosselló i Aixet, preocupat per l'educació del jovent i basant-se en escoles privades, va promoure la fundació dels Exploradores Barceloneses amb el suport d'alguns mestres i directors d'escola. En el comitè directiu hi figurava gent de l'alta societat local deslligada del moviment catalanista d'aquella època. Aquesta iniciativa no va arrelar al nostre país pel color militarista i pel lligam que mantenia amb les directrius centralistes. El 1914 els Exploradores Barceloneses es van convertir en la secció local dels Exploradores de España.
El 4 de gener de 1913 s'havia presentat l'associació Exploradores de España, fundada pel capità Teodoro Iradier a Madrid. El 19 de gener del mateix any els Exploradores Barceloneses havien fet la presentació de la seva associació a la gran sala del Palau de Belles Arts; els contactes amb la direcció dels Exploradores de España ja van començar en aquell moment. L'any següent ja funcionaven els agrupaments Trabajo, Fivaller, Peninsular, Covadonga, Minerva, Ibérico, Industria, Barcino, Comercio, Victoria, Siglo, Stadium, Cataluña, Águila, Hispania i Marco Polo. El tarannà era espanyolista i en formaven part 1.064 membres, 48 instructors i un comitè de 12 membres amb 240 socis protectors.
El 26 de febrer de 1920 els Exploradores Barceloneses van ser absorbits pels Exploradores de España, els quals van ser reconeguts pel govern com a única associació i van ingressar com a membres del Moviment Scout Internacional d'aquell moment. Amb l'adveniment de la segona República, els Exploradores de España van deixar de dependre de la presidència del Consell de Ministres i van ser tutelats pel Ministeri d'Instrucció Pública. A partir d'aquell any mateix es van publicar alguns treballs en català a les revistes de l'associació. La secció catalana de Los Exploradores de España es va constituir en Federació Catalano-Balear de l'esmentada associació i va col·locar al costat de la cinta de la bandera espanyola la de les quatre barres.

## Naixement de l'escoltisme catalanista[3]
El primer intent de fer un escoltisme purament català i deslligat completament del sentit nacionalista espanyol, que seguien tant els Exploradores Barceloneses com els Exploradores de España, va ser degut a l'advocat i publicista Ignasi Ribera i Rovira, el qual va presentar aquesta idea al novembre de 1912 en una conferència al Centre Autonomista de Dependents del Comerç i de la Indústria ‘CADCI' en què va exposar el caràcter que ell creia que havia de tenir l'escoltisme català. Els anomenats Jovestels de Catalunya van crear els agrupaments Catalunya i Canigó. La idea formulada per Ribera i Rovira no va tenir, però, gaire èxit perquè no entroncava amb els corrents polítics dominants, ni formava part de l'empenta cívic cultural de l'excursionisme ni de les noves experiències pedagògiques. Josep Maria Batista i Roca va ser l'home que va representar des d'una altra vessant i al llarg d'una sèrie d'anys una nova institució de l'escoltisme. A través del Secretariat de Coordinació de Treballs Excursionistes del Centre Excursionista de Catalunya (CEC), Batista i Roca començà un periple per centres excursionistes de barris i pobles per tal d'orientar les activitats de les seccions juvenils respectives cap a les pràctiques escoltes. L'ambient hi era molt favorable perquè hi havia un cert neguit per un renaixement català cultural i cívic; per això s'havien creat aquestes seccions juvenils els anys difícils de la dictadura, de manera que l'oferiment del mètode escolta per Batista i Roca hi sintonitzava d'allò més bé. Així va néixer l'escoltisme genuïnament català, que trobà ressò immediatament en molts grups de joves de centres excursionistes, entitats recreatives i instructives o religioses. El 1927 Batista i Roca contactarà amb el Mn. Antoni Batlle i iniciaran una col·laboració clau pel futur desenvolupament de l'escoltisme al país. A poc a poc, els grups i el nombre d'activitats diverses van anar creixent; el 1928 es va organitzar al Papiol el primer campament General de Guies Excursionistes i Minyons de Muntanya, com a constatació comuna que havia nascut un nou moviment de formació de nois. Eren els Minyons de Muntanya.
El 1930 es constituí el Consell General de la Germanor de Minyons de Muntanya amb Josep Maria Batista i Roca com a president. Mossèn Batlle serà també a l'òrgan de direcció. Respecte a l'escoltisme femení, les Girl Guides s'havien fos poc temps després de néixer el 1913, però la presència de noies en l'escoltisme va continuar relacionada tant amb grups de Minyons de Muntanya com amb grups dels Exploradores. L'any 1927 el Secretariat de Coordinació de Treballs Excursionistes del Centre Excursionista de Catalunya (CEC) es va proposar organitzar cursets de preparació tècnica de Guies Excursionistes. Francesc Maspons i Anglasell n'era el president i Josep Maria Batista i Roca, el vicepresident. L'any següent, els qui en van obtenir el certificat es van constituir en Germanor de Guies Excursionistes (GGE) i es van comprometre a assistir als campaments generals.
L'any 1931, sota la inspiració de Josep Maria Batista i Roca es va constituir la Germanor de Noies Escoltistes. L'any 1931 van néixer l'agrupament guia Canigó, de Palestra, i el Joan Maragall, del grup Excursionista Joventut Catalana. El 1932 mossèn Antoni Batlle va fundar l'Agrupament Guia Congesta i es va constituir la Germanor de Noies Escoltistes, que prengué el nom de Germanor de Noies Guies paral·lela a la Germanor de Minyons de Muntanya. El 1933 va néixer la Institució Catalana d'Escoltisme, formada per la Germanor de Noies Guies Escoltistes (que va canviar de nom i va adoptar el de Germanor de Noies Guies), la Germanor de Minyons de Muntanya i la Germanor de Guies Excursionistes. Dins la Germanor de Minyons de Muntanya, les Guies Excursionistes eren una tercera branca al costat dels Minyons i dels Follets de Muntanya. L'any 1937, durant la Guerra Civil, es va formar el primer Consell General de la Germanor de Noies Guies de Catalunya que va actuar en el Servei d'Ajuda als Refugiats a Sant Felip Neri, Barcelona i la Molina. Uns quants anys després de la guerra, el 1945, els dos agrupaments històrics de la Germanor de Noies Guies, Joan Maragall (1931) i Congesta (1932) van reprendre les activitats; l'any següent van reconèixer com a cap escolta Josep Maria Batista i Roca. Paral·lelament, el 1933, sectors dels Exploradores de España preocupats per la manca d'arrelament a Catalunya d'aquesta associació i pel fet que depenia d'un organisme d'àmbit estatal se'n van separar. D'aquesta escissió en va néixer els Boy Scouts de Catalunya. La presidència d'honor es va oferir al president de la Generalitat, Francesc Macià. Quan va esclatar la Guerra Civil, els Boy Scouts de Catalunya es van fer càrrec de diferents serveis de la Conselleria de Sanitat de Guerra. Quant a la secció de noies, les Muchachas Exploradoras, que havien nascut prop dels Exploradores, van crear, el 1933, l'Associació Girls Scouts de Catalunya.

## Guerra Civil i unificació[5]
El cop d'estat del 18 de juliol de 1936 i les seves conseqüències d'efervescència social i política a Catalunya fou un trasbals pel país i també per l'escoltisme especialment els sis primers mesos. Les dues associacions, malgrat que maldaren per ajudar des del primer moment (serveis auxiliar s de sanitat, hospitals...) reberen la incomprensió, la intolerància i les pressions de les forces polítiques hegemòniques del moment (Boy Scouts de Catalunya confiscació de locals, de material, detenció puntual de dirigents...) en especial els Minyons de Muntanya que tenia en el seu si agrupaments confessionals.. Mn. Batlle va haver d'exiliar-se a Suïssa i d'altres capellans d'agrupaments detinguts i assassinats. Els agrupaments de Minyons de Muntanya amb locals parroquials foren dissolts, tot i que el govern de la Generalitat maldà per protegir-los.

Els Minyons de Muntanya i els Boy Scouts de Catalunya es van unificar l'any 1936 per les circumstàncies imperatives i difícils provocades per l'esclat de la Guerra Civil Espanyola; el 20 d'octubre, tement una unificació de l'escoltisme català per decret, Alexandre Pinyol i Llop, pels Boy Scouts de Catalunya i Josep Maria Batista i Roca, per la Germanor de Minyons de Muntanya van signar un acord d'unificació. El 14 de febrer de 1937 es va celebrar l'Assemblea General constituent dels Institució Catalana d'Escoltisme (Minyons de Muntanya-Boy-Scouts de Catalunya) per aprovar els estatuts, la normativa i els càrrecs. Van ser escollits Josep Maria Batista i Roca com a cap escolta nacional i Alexandre Pinyol i Llop com a comissari nacional.

## Dictadura franquista i la represa de l'escoltisme[8]
El 1939, amb la victòria del franquisme, es van suprimir totes les organitzacions que no eren del règim. L'Estat franquista va crear el Frente de Juventudes com a catalitzador de tots els moviments i organismes del jovent. L'escoltisme català va ser desmantellat quasi totalment. El cap escolta nacional rau a l'exili i Alexandre Pinyol havia estat jutjat en un consell de guerra i empresonat. Mentrestant, els agrupaments restaven desorganitzats i persistien tensions entre els membres de les dues associacions originàries. Malgrat tot, a diferència de l'escoltisme espanyol, l'escoltisme català va tornar a les activitats pocs anys després, d'una manera clandestina, mentre que els Scouts de España no van reaparèixer fins al 1956 amb el nom d'Asociación Nacional de Exploradores de España (ANEDE),q que després es canviaria pel d'Asociación de Scouts de España (ASDE).
La Guerra Civil també va provocar la dispersió total de responsables fins a l'any 1943, any en què els escoltes van començar a parlar de reprendre globalment l'escoltisme i el guiatge volent-ho fer sota el patró unificador que havien assolit els anys 36-37. El 1945 el Consell General de la Institució Catalana d'Escoltisme es va reunir un altre cop i es van prosseguir les activitats sense fer soroll amb cinc agrupaments històrics: AE Josep de Margarit, AE Ramon Llull, AE Mare de Déu de Montserrat, AE Rolland Philips, AE Ramon de Penyafort i dos més fundats per Josep M Rovira i Tenes: AE Castell de Milany i AE Verge de Rocaprevera. El 1946 es va fer la primera trobada general a la capella romànica del Poble Espanyol i el 1947 es va prendre part clandestinament en la Jamboree Mundial Escolta de Moisson (França) com també es va fer un campament general de la branca Minyons a Palau de Plegamans. Davant la impossibilitat de reunir l'Assemblea General, l'any 1948 un consell delegat prengué les regnes de la institució, va editar reglaments i va nomenar comissari general Amadeu Serch i Gelambí.

El 1951 alguns grups escoltes catalans van tornar a assistir a la Jamboree de Bad Ischel (Àustria) d'una manera clandestina, i l'any següent, per celebrar els vint-i-cinc anys d'escoltisme català, es va fer un campament general al Montnegre. Josep Maria Batista i Roca envià als reunits un missatge des dels Pirineus. El 1953 el campament general al Montnegre va ser assaltat en el moment de la missa per militants feixistes i es van suspendre les activitats.

## Reconeixement eclesiàstic i crisi[10]
L'any 1956, pocs mesos després de la mort de Mossèn Antoni Batlle, el doctor Ramon Masnou i Boixeda i el doctor Gregorio Modrego, bisbes de Vic i Barcelona respectivament, van reconèixer la Delegació Diocesana d'Escoltisme dins del Consell Diocesà dels Joves d'Acció Catòlica (JAC). Durant el mes de juny de 1957 els responsables de la Delegació Diocesana d'Escoltisme van formar part de la XII Conferència Internacional d'Escoltisme Catòlic i s'hi van integrar com a membres. El 1958 els agrupaments Rolland Philips, Folch i Torres i Pere Rosselló van denunciar la inoperància del Consell i es van declarar continuadors dels Exploradores Barceloneses de 1911 i de l'esperit dels Boy Scouts de Catalunya, derogat per l'acte d'unificació de 1936. Van acceptar una nova manera d'organitzar-se, la qual cosa va provocar la creació del nucli B de l'Associació Catalana d'Escoltisme; durant l'any 1959 es van reformar els estatuts de la institució unificada durant la Guerra Civil i va renéixer la unitat de l'escoltisme català en constituir a Montserrat l'Associació Catalana d'Escoltisme', de natura federativa i que preservava la unitat de l'escoltisme tot permetent l'actuació autònoma de versions diferents per raons d'història i d'opció educativa. L'associació esmentada era presidida pel doctor Pere Gabarró i tenia la composició següent:
- Minyons de Muntanya–Boy Scouts de Catalunya (branca oberta integrada per agrupaments oberts i confessionals)
- Boy Scouts de Catalunya (branca oberta integrada per agrupaments no confessionals
- Delegació Diocesana d'Escoltisme (branca que es definia com a moviment d'església a les demarcacions de Barcelona, Girona i Vic. La DDE va esdevenir, després, Minyons Escoltes i Guies Sant Jordi de Catalunya)

L'any 1962 els nous estatuts de la Germanor de Noies Guies van reconèixer com a entitat pròpia les associacions confessionals d'agrupaments, els quals, aplegats en la Delegació Diocesana d'Escoltisme, es van constituir, l'any següent, en l'associació Guies Sant Jordi. L'any 1965 les Delegacions Diocesanes d'Escoltisme de Catalunya es van reunir en una assemblea general a Castellbell i es van coordinar per formar una única associació que va prendre el nom de Minyons Escoltes
El 1966 tant els Minyons Escoltes com els Guies Sant Jordi. van afegir el terme Catalunya al seu nom. Fruit de diferents escissions que s'havien produït tant en la Germanor de Noies Guies com en la Germanor de Minyons de Muntanya-Boy Scouts de Catalunya, l'any 1965 es fundà Noies i Nois Escoltes (NINE), associació que va estar presidida pels principis del laïcisme, la coeducació i la formació cívica. A finals de 1984 NINE va cessar les seves activitats. Els Minyons Escoltes Guies Sant Jordi de Catalunya, creats l'any 1984, són el resultat de la fusió de les antigues demarcacions de la Delegació Diocesana d'Escoltisme, esdevingudes Minyons Escoltes (nois) i Guies Sant Jordi (noies) després de més d'un decenni de col·laboració. Els estatuts van ser aprovats per la Conferència Episcopal Tarraconense. Aquesta branca de l'escoltisme es defineix com a associació escolta catalana i confessional catòlica i moviment d'església, reconeguda a cadascuna de les diòcesis de Catalunya pel bisbe respectiu i que té el vistiplau de la Conferència Episcopal Tarraconense. Entre els propòsits estatutaris es mencionen: l'anunci de Jesucrist sobre la vida escolta i el guiatge per fer créixer l'Església enmig dels nois i les noies; la formació del caràcter i el desenvolupament físic especialment a través de l'austeritat i la vida en contacte amb la natura; el treball en equip en un marc d'autèntica coeducació, i el gust per les responsabilitats i el servei als altres a fi de desvetllar la solidaritat i l'acolliment, la valentia i el risc, basats en la visió cristiana de l'home i la mateixa responsabilitat familiar, social, cívica i nacional. Pel que fa al país, són fonamentals el coneixement de la realitat nacional catalana i el fet d'estimar-la i servir-la. L'entitat s'organitza en el Comissariat General i en demarcacions i sots demarcacions, i els òrgans de govern són l'Assemblea General i el Comissariat General.
D'una manera similar a la unificació de l'escoltisme confessional, es van fusionar en una sola entitat les branques de l'escoltisme obert. El 1974 la Germanor de Nois i Noies Guies, membre fundador del Guiatge Català i, a través d'aquest, del Comitè d'Enllaç del Guiatge a Espanya; els Boy Scouts de Catalunya i la Germanor de Minyons de Muntanya, fundadors de la Federació d'Escoltisme a Espanya a través de l'Associació Catalana d'Escoltisme, així com la Nova Escolta del País Valencià van acordar, per decisió de les assemblees respectives, integrar tots els seus membres en una sola institució escolta, Escoltes Catalans, que recollia i amalgamava el patrimoni històric, material i espiritual de les quatre entitats unificades i que, com a tal, era continuadora de la tradició escolta a Catalunya, iniciada el 1912 pels Exploradores Barceloneses.

## Transició democràtica
Els anys setanta van ser uns anys convulsos per les diverses d'associacions escoltes catalanes. com ho va ser pel país. Com no podia ser d'altra manera en uns moviments i associacions dirigits per joves en un moment de forta efervescència social i política, els i les joves caps escoltes molts d'ells universitaris fortament imbuïts pels endevinaments de la lluita antifranquista i la influència ideològica que arribava d'Europa (maig del 68 francès, la Primavera de Praga, oposició a la guerra de Vietnam, antimperialisme, antimilitarisme, procés de secularització, coeducació, l'autogestió, feminisme...) pressionaren per adaptar l'escoltisme a les necessitats del moment. Tant pel que fa a l'àmbit intern de les associacions pedagògic i organitzatiu, com el que es refereix a la seva implicació política i social. Seran els anys de la renovació dels mètodes pedagògics. (amb impuls cabdal del pedagog Joaquim Franch i Batlle prematurament desaparegut) i de les estructures organitzatives. També els anys d'un compromís ferm amb les instàncies unitàries, l'Assemblea de Catalunya que maldaven per la recuperació de las llibertats nacionals i democràtiques durant la Transició. Els moviments i associacions es comprometeren a fons en la creació i desenvolupament de la Taula de Joves de Catalunya i les diverses Taules comarcals i municipals així com en les diverses campanyes i activitats com la Marxa de la Llibertat, la Majoria d'Edat als 18 anys, el primer Congrés de la Joventut Catalana, la Carta de la Joventut Catalana, el procés de constitució del Consell Nacional de la Joventut de Catalunya…

## Democràcia[15]
L'aprovació de Constitució Espanyola l'any 1978 serà el punt de partida s'anirà per la progressiva instauració de la democràcia (llibertat de premsa, de reunió, sindical, d'expressió d'afiliació a partits polítics i sindicats...). L'Estat espanyol s'estructurarà d'una nova manera des del punt de vista polític i territorial; es reconeixerà la Generalitat de Catalunya amb el retorn de l'exili del president Josep Tarradellas i Joan i es començarà a traspassar al govern català algunes competències' estatals, entre les quals les de la joventut, mentre s'elaborava l'Estatut d'Autonomia de Catalunya…
Una bona part d'antics escoltes, laics i confessionals, i també caps, participaran en les instàncies cíviques i socials que treballen arreu del país, per recuperar el temps perdut, com el Congrés de Cultura Catalana o la Marxa de la Llibertat. En camp de la política, força caps i antics caps escoltes formaran part de les diferents candidatures democràtiques que s'aniran presentant a les diferents convocatòries electorals: municipals, autonòmiques i estatals. I ho faran des d'una pluralitat d'opcions polítiques que, a excepció dels sectors d'extrema dreta, abraçarà tot l'arc partidista.
És també un moment de mira al futur de l'escoltisme. Sis mesos després de la mort del dictador a Montserrat es reuneixen diferents associacions escoltes: Guiatge Català. Associació Catalana d'Escoltisme, Escoltes Catalans, Noies i Nois Escoltes Minyons Escoltes Guies Sant Jordi, a més del secretari general de Conferència Internacional de l'Escoltisme Catòlic i els representants dels Scouts de France. Conjuntament elaboraran el document «Un escoltisme per Catalunya». Volia ser la manifestació pública del moviment per ocupar un lloc amb identitat pròpia en la nova societat naixent. La realitat d'un escoltisme plural en una societat també plural.

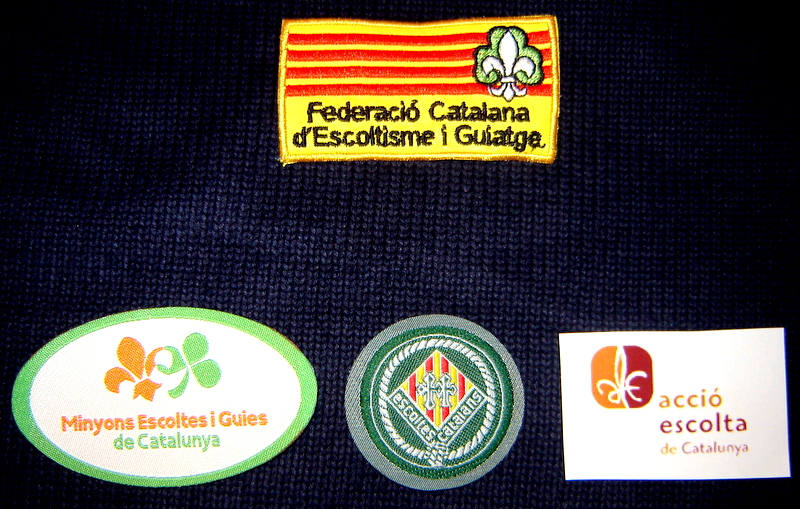
Reproducció fotogràfica d'insígnies d'uniforme d'Associacions escoltes integrades a Federació Catalana d'Escoltisme i Guiatge

En el camp intern purament escolta els anys 70 són també els de la generalització de la coeducació i el que això va significar en la fusió d'entitats i associacions (com ja s'ha indicat de la creació d'Escoltes Catalans, i fusió de Minyons Escoltes i Guies Sant Jordi de Catalunya) i també de la constitució de la Federació Catalana d'Escoltisme i Guiatge el 30 de juny de 1977, l'entitat que substitueix a l'Associació Catalana d'Escoltisme. Aglutinarà els Escoltes Catalans, els Minyons Escoltes i Guies Sant Jordi i els Nois i Noies Escoltes dels Països Catalans. La Federació, englobava l'escoltisme masculí i femení, amb la seva pluralitat, volia promoure l'intercanvi d'experiències, fomentar la germanor escolta treballar per la promoció de l'escoltisme masculí i femení als Països Catalans.
En una primera fase la FCEG s'hi integrarà en la Federació d'Escoltisme a Espanya, un ens instrumental en el que s'integraven també el Movimiento Scout Católico, i la Federació d'Associacions de Scouts d'Espanya preceptiu per poder rebre el reconeixement del Moviment Scout Internacional. En la 19a Conferència Mundial de l'Organització Mundial del Moviment Escolta es reconeixerà com a membre la Federación Escultismo en España de la qual formava part la Federació Catalana. L'any següent la Federació Catalana participava en la Conferència Mundial Escoltisme, a Birmingham.
El 1983, el govern català assumirà competències en matèria de legalització d'associacions i legalitzà la Federació Catalana i les associacions federades. D'aquesta manera, tancarà una situació que durava des de final de la Guerra Civil. El 1985, la Federació organitzarà a Torrebonica (Vallès Occidental) l'Eurofolk'85, que va ser una aparador excel·lent per presentar l'escoltisme català a l'escoltisme internacional. Més endavant, el 1992, s'acordarà iniciar els tràmits per accedir al ple reconeixement com a entitat independent dels lligams estatals, amb una clara voluntat que es reconegués la realitat nacional catalana. I el 2000 I Federació Catalana es vincularà directament a l'Organització Mundial del Moviment Escolta i a l'Associació Mundial de Noies Guies i Guies i Noies Escoltes.
Mentrestant a l'escoltisme de Catalunya es produiran nous canvis. En el nou marc polític autonòmic obligà a l l'Asociación de Scouts de España a canvia l'estructura de la seva organització adoptant l'autonòmica tot i que dependent de l'entitat central. El 1983 els Scouts d'Espanya que hi ha a Catalunya es constituiran en Asociación de Scouts de España-Scouts de Catalunya. Pel fet de ser una associació de dependència espanyola, no podrà integrar-se a la Federació Catalana d'Escoltisme i Guiatge.
El 1988, es produiran més canvis es crearà una nova entitat escolta: la Germanor Escolta Catalunya, formada per quatre agrupaments procedents d'Escoltes Catalans i de Minyons Escoltes i Guies Sant Jordi. Aquests agrupaments de tarannà educatiu escolta tradicional mantenien diferències amb l'escoltisme que practicaven les respectives associacions i van decidir separar-se creant una nova associació. A començament d'aquest segle XXI la Germanor Escolta de Catalunya i Scouts de Catalunya es fusionaran i naixerà Acció Escolta de Catalunya a partir de 15 agrupaments que es presenten com una escola de ciutadans actius, democràtica, oberta, progressista i catalana. S'integrarà més tard dins la FCEG.
En la societat democràtica aniran naixent, tant a nivell local com, també a nivell municipal, plataformes i taules per aglutinar el moviment associatiu juvenil. Les diferents entitats escoltes hi participaran activament en la creació de Consells de joventut, etc. Això en l'àmbit associatiu juvenil. El govern català amb competències traspassades legislarà en l'àmbit de la joventut i de l'associacionisme, i els ajuntaments crearan instruments (Àrea de Joventut, Plans de Joventut...) per portar a terme la política de joventut. Molts antics escoltes seran al capdavant Rosa Maria Carrasco i Azemar a DGJ, Ricard Julià i molts d'altres presidents del Consell Nacional de Joventut de Catalunya, o Oriol Balaguer al Consell de la Joventut de Barcelona...).
Des de la Generalitat es legislarà sobre formació de monitors i directors i sobre creació d'escoles de formació, sobre la titulació de monitor i de director, etc. Noves lleis i disposicions acondiciaran les excursions, els campaments, permisos per foc,... no sense discrepàncies amb l'escoltisme atès que afectava en alguns àmbits a la mística i les seves pràctiques i activitats tradicionals. Els diferents governs i ajuntaments catalans, per afavorir l'associacionisme juvenil, concediran subvencions, ajuts econòmics, etc. L'escoltisme també es beneficiarà. Es rebran ajudes econòmiques importants que ajudaran a adaptar-se als nous temps. A la dècada dels 80-90, s'adoptaran les tècniques de gestió a programar a partir de plans triennals, la creació, d'equips i serveis generals a l'interior de cada entitat per ajudar els agrupaments. Al costat de l'acció voluntària dels caps, es consolidarà un grup de tècnics i professionals. Es farà una política de reforçament del patrimoni i de difusió i fidelització creant fundacions (Fundació Escolta Josep Carol, Fundació Josep Sans...), xarxes d'antics i amics (Xarxa Amescoltes d'Escoltes Catalans, Antics i amics XARXAMEG de MEGSJC i les tecnologies de la informació (web, xarxes socials...).
L'any 1997 es crearà al Parlament de Catalunya l'Associació Nacional Parlamentària Escolta de CatalunyaANPC, per 25 diputats amb passat escolta de tot l'arc parlamentari. El mateix any en un acte solemne
El tema de la Cooperació Internacional, dels Drets Humans, de l'Objecció de Consciència, l'animació sociocultural en col·laboració amb entitats de tota classe: centres excursionistes, organitzacions no governamentals, entitats culturals, etc serseran temes comuns de treball dels agrupaments. I a l'interior del moviment s'aniran replantejant i actualitzant propostes de formació que desenvolupaven aspectes de la renovació metodològica dels setanta i exploraven de noves (I Congrés de Caps (2002) de MEGSJC, el «Projecte associatiu i qualitat educativa d'EC...).
El Curs 2002/2003 la Federació Catalana d'Escoltisme i Guiatge va commemorar els 75 anys d'escoltisme català, amb un programa d'actes que va culminar en un gran cate amb més d'un miler de persones a la Sala Oval del MNAC el 22 de febrer de 2003 amb assitència del president del Parlament, la presidenta de l'Organització Mundial del Moviment Escolta i la vicepresidenta de l'Organització Mundial de les Noies Guies i Noies Escoltes.
Pel que respecta al reconeixement internacional de l'escoltisme llargament anhelat es va aconseguir l'any 2004 L'any en què la Federació Catalana d'Escoltisme i Guiatge serà reconeguda oficialment com el representant de Catalunya a l'Organització Mundial del Moviment Escolta i a l'Associació Mundial de Noies Guies i Noies Escoltes.
La presència escolta, plural i viva, a Catalunya en aquests moments és la següent. La Federació Catalana d'Escoltisme i Guiatge que agrupa les tres associacions (MEGSJ, EC, Acció Escolta) agrupa 198 agrupaments i és present en més de 80 poblacions catalanes, i amb més de 4000 caps i responsables i uns 15.000 nens, adolescents i joves.
L'any 2007 es crea l'associació Guies i Scouts d'Europa a Catalunya, entitat escolta de caràcter tradicional i catòlic.

## Associacions que existeixen o han existit a Catalunya[19][20]
Les associacions de nois són les següents:
- 1911 - Exploradores Barceloneses
- 1912 - Exploradores d'Espanya
- 1912 - Jovestels de Catalunya
- 1913 - Boy Scouts Radicales
- 1927 - Germanor de Guies Excursionistes
- 1927 - Germanor de Minyons de Muntanya
- 1933 - Boy Scouts de Catalunya
- 1933 - Escoltes de Catalunya(xinès)
- 1933 - Fed. Boy Scouts de Catalunya
- 1936 - Germanor de Minyons de Muntanya–Boy Scouts de Catalunya
- 1952 - Centre Escolapi de Muntanya
- 1956 - Delegació Diocesana d'Escoltisme (DDE)
- 1956 - Asociación Nacional de Exploradores d'Espanya
- 1959 - Associació Catalana d'Escoltisme (ACDE)
- 1961 - Moviment Scout Catòlic
- 1962 - Guies Sant Jordi
- 1964 - Girl i Boy Scouts de Catalunya
- 1965 - Minyons Escoltes
- 1965 - Nois i Noies Escoltes
- 1969 - Germanor de Nois i Noies Escoltes
- 1969 * Scouts Baden Powell
- 1974 * Escoltes Catalans
- 1977 * Centre Marista d'Escoltes
- 1978 * Federació Catalana d'Escoltisme i Guiatge
- 1978 * Fundació Josep Sans de MEGSJC
- 1983 - ASDE-Scouts de Catalunya
- 1984 * Minyons Escoltes i Guies Sant Jordi de Catalunya
- 1989 - Germanor Escolta de Catalunya
- 1997 * Associació Nacional Parlamentària Escolta de Catalunya
- 1997 * Fundació Escolta Josep Carol d'Escoltes Catalans
- 2000 * Acció Escolta de Catalunya
- 2003 * Associació Catalana de Scouts-WFIS Catalunya
- 2007 * Guies i Scouts d'Europa a Catalunya

S'han assenyalat amb asterisc (*) les que actualment existeixen, de les desaparegudes moltes s'han fusionat o simplement s'han transformat canviant de nom.
Les Associacions de noies són les següents:
- 1913 - Muchachas Exploradoras Barcelonesas
- 1930 - Germanor de Noies Guies
- 1933 - Girl Scouts de Catalunya
- 1962 - Guies Sant Jordi
- 1964 - Girl i Boy Scouts de Catalunya
- 1965 * Guiatge Català
- 1969 - Germanor de Nois i Noies Escoltes
- 1974 * Escoltes Catalans
- 1978 * Federació Catalana d'Escoltisme i Guiatge
- 1978 * Fundació Josep Sans de MEGSJC
- 1983 - ASDE-Scouts de Catalunya
- 1984 * Minyons Escoltes i Guies Sant Jordi de Catalunya
- 1989 - Germanor Escolta de Catalunya
- 1997 * Associació Nacional Parlamentària Escolta de Catalunya
- 1997 * Fundació Escolta Josep Carol d'Escoltes Catalans
- 2000 * Acció Escolta de Catalunya AEC
- 2007 * Guies i Scouts d'Europa a Catalunya